# Pneumoorbitografia
Pneumoorbitografia - badanie radiologiczne służące do oceny oczodołu.
Badanie polega na podaniu 10 - 15ml jałowego powietrza drogą zastrzyku pozagałkowego i następowym wykonaniu zdjęcia radiologicznego, które umożliwia ocenę oczodołu, ale także lokalizację ciała obcego a także stan zapalny.
Obecnie w dobie tomografii komputerowej i rezonansu magnetycznego badanie praktycznie nie stosowane w praktyce.

Przeczytaj ostrzeżenie dotyczące informacji medycznych i pokrewnych zamieszczonych w Wikipedii.